# Referendum in Svezia
Dall'introduzione del parlamentarismo in Svezia, si sono tenuti sei referendum. La Costituzione del 1974 fornisce le regole per i referendum vincolanti; nonostante questo, nessuna delle consultazioni referendarie mai tenute è stata vincolante, ma si è trattato piuttosto di referendum consultivi, che non vincolavano formalmente il Riksdag ad attenersi al risultato. L'ultimo referendum, sull'adozione dell'euro, si è tenuto il 14 settembre 2003, mentre quello riguardante l'ingresso nell'Unione europea ha avuto luogo il 13 novembre 1994.
| Anno | Referendum            | Affluenza | Quorum    | SÌ    | NO    | Risultato | Descrizione |
| ---- | --------------------- | --------- | --------- | ----- | ----- | --------- | --- |
| 1922 | Proibizionismo        | 55,1%     | Raggiunto | 49,1% | 50,9% | NO        | Applicazione del proibizionismo: rifiutata.                                                                       |
| 1955 | Guida a destra        | 53,0%     | Raggiunto | 15,5% | 82,9% | NO        | Modifica del codice della strada: spostamento della guida da sinistra a destra (Dagen H): non approvato.          |
| 1957 | Sistema pensionistico | 72,4%     | Raggiunto | -     | -     | ALT 1     | Scelta fra tre alternative: l'alternativa 1 guadagnò il 45,8% dei consensi, la seconda il 15% e la terza il 35,3% |
| 1980 | Energia nucleare      | 75,7%     | Raggiunto | -     | -     | ALT 2     | Scelta fra tre alternative: la prima guadagnò il 18,9% dei voti, la seconda il 39,1% e la terza il 38,7%          |
| 1994 | Unione europea        | 83,3%     | Raggiunto | 52,3% | 46,8% | SÌ        | Adesione all'Unione europea accettata.                                                                            |
| 2003 | Euro                  | 82,6%     | Raggiunto | 42,0% | 55,9% | NO        | Adesione all'euro rifiutata.                                                                                      |